# Nations Cup 2018
La Nations Cup del 2018 fue la 13.ª edición del torneo de selecciones de rugby que se celebró del 2 al 10 de junio de 2018 en el Estadio Parque Artigas de Las Piedras, departamento de Canelones, Uruguay.

## Equipos participantes
- Selección de rugby de Argentina A (Argentina XV)
- Selección de rugby de Fiji Warriors (Fiji Warriors)
- Selección de rugby de Italia A (Italia A)
- Selección de rugby de Uruguay (Los Teros XV)

## Posiciones
| Pos. | Equipo        | Encuentros | Encuentros | Encuentros | Encuentros | Tantos | Tantos | Tantos | Puntos Bonus | Puntos Totales |
| Pos. | Equipo        | J          | G          | E          | P          | F      | C      | Dif.   | Puntos Bonus | Puntos Totales |
| ---- | ------------- | ---------- | ---------- | ---------- | ---------- | ------ | ------ | ------ | ------------ | -------------- |
| 1    | Uruguay       | 3          | 3          | 0          | 0          | 78     | 49     | + 29   | 0            | 12             |
| 2    | Argentina XV  | 3          | 2          | 0          | 1          | 114    | 49     | + 65   | 2            | 10             |
| 3    | Italia A      | 3          | 1          | 0          | 2          | 56     | 69     | - 13   | 2            | 6              |
| 4    | Fiji Warriors | 3          | 0          | 0          | 3          | 52     | 133    | - 81   | 1            | 1              |

Nota: Se otorgan 4 puntos al equipo que gane un partido y 2 al que empate
Puntos Bonus: 1 punto por convertir 4 tries o más en un partido y 1 al equipo que pierda por no más de 7 tantos de diferencia

## Resultados
Todos los partidos se encuentran en horario de Uruguay (UTC -3:00).

### Primera fecha
| 2 de junio, 12:30 | Argentina XV | 19 - 8  | Italia A | cancha de Carrasco Polo, Montevideo |  |
|                   |              | Reporte |          |                                     |  |

| 2 de junio, 15:00 | Fiji Warriors | 10 - 29 | Uruguay | cancha de Carrasco Polo, Montevideo |  |
|                   |               | Reporte |         |                                     |  |

### Segunda fecha
| 6 de junio, 12:30 | Argentina XV | 75 - 15 | Fiji Warriors | cancha de Carrasco Polo, Montevideo |  |
|                   |              | Reporte |               |                                     |  |

| 6 de junio, 15:00 | Italia A | 19 - 23 | Uruguay | cancha de Carrasco Polo, Montevideo |  |
|                   |          | Reporte |         |                                     |  |

### Tercera fecha
| 10 de junio, 12:30 | Italia A | 29 - 27 | Fiji Warriors | Estadio Parque Artigas, Las Piedras |  |
|                    |          | Reporte |               |                                     |  |

| 10 de junio, 15:00 | Argentina XV | 20 - 26 | Uruguay | Estadio Parque Artigas, Las Piedras |  |
|                    |              | Reporte |         |                                     |  |

| Bandera de Uruguay |
| Campeón Uruguay    |
| Segundo título     |